# Albert von Hofmann
Albert von Hofmann (* 30. September 1867 in Berlin; † 11. März 1940 in Stuttgart) war ein deutscher Historiker und Honorarprofessor an der Universität Marburg.
Hofmann war der Sohn des bekannten Chemikers August Wilhelm von Hofmann. Er wurde 1924 Honorarprofessor für historisch-geographische Zusammenhänge bei historischen Urkunden. 1935/37 wurde er beurlaubt. Sein verbreitetes Buch „Das deutsche Land und die deutsche Geschichte“ (1920) beeinflusste Claus von Stauffenberg.
„Ein Großdeutschland ist die Frucht, welche aus dem Untergang der Häuser Hohenzollerns und Habsburg hervorzukeimen vermag. Das deutsche Volk, jetzt von dynastischer Interessenpolitik befreit, wird nun zeigen, ob es die partikularistischen und die konfessionellen Schranken zu durchbrechen vermag.“ (1927) (zit. nach Wolfgang Venohr: Das Deutschlandbild des Obersten Graf von Stauffenberg, 1987)
Im November 1933 unterzeichnete er das Bekenntnis der deutschen Professoren zu Adolf Hitler. 

## Werke
- Das deutsche Land und die deutsche Geschichte, Stuttgart 1920; Neubearbeitung in drei Bänden, Berlin 1930.